# 連邦規格1037C
連邦規格1037C（れんぽうきかく1037C、Federal Standard 1037C）は、アメリカ合衆国一般調達局が1949年連邦財産管理業務法に基づいて発行した連邦規格(Federal Standard)の一つであり、タイトルは「電気通信: 電気通信用語集」(Telecommunications: Glossary of Telecommunication Terms)である。
この文書は、連邦政府の官庁に対して、国際機関や米国政府の通信の専門家によって電気通信およびそれに直接関連する分野で使用される用語の定義について、包括的な情報源を提供するものである。
米国の政府機関によって作成された米国政府の出版物であるため、ほとんどがパブリックドメインなリソースとして利用できるように見えるが、著作権で保護された情報源から派生したものもいくつかある。
この標準は、2001年に電気通信標準化連合(ATIS)が発行した米国国家規格 T1.523-2001(Telecom Glossary 2000)によって置き替えられた。